# منارة سنجار
منارة سنجار
وهي مئذنة أثرية تقوم في جنوب غربي مدينة سنجار، وتدعى المحلة التي تتوسطها، بمحلة المنارة. وقد اشتهرت سنجار في العهد الإسلامي فصارت إمارة مهمة في الجزيرة في عهد أتابكة الموصل، ومن بقايا آثارهم هذه المنارة القائمة في سنجار والمشيدة بالآجر والجص بالاسلوب الذي شيدت فيه منارة الحدباء في مدينة الموصل،
 ولكن تهدم جامعها وسقط جزء كبير من بدنها، ومع ذلك فهي مهمة جداً حيث انها تحمل تاريخ بنائها.

## مواصفاتها
تزين المنارة تشكيلات زخرفية متقنة، شيدت بالطابوق والجص، وما تبقى منها يرتفع بحدود (12) متراً. يرتكز بدنها الإسطواني الرشيق على قاعدة مثمنة، تزين وجوه ست منها حنايا محرابية ذات عقود مدببة وتتألف من صفين. وشغلت الحنايا بتشكيلات زخرفية رائعة. ويتوج القاعدة شريط من كتابة تذكارية هي الأولى من نوعها في مآذن العراق، والكتابة بخط الثلث، وتقرأ:
بسم الله الرحمن الرحيم تطوع بعمارته (أي المسجد) العبد الفقير...ابن زنكي ان اقسنقر في شهر محرم سنة 565 ه‍.
ويظهر ان اسم من بنى الجامع قد أتلف عمداً. ولكن بتدقيق الأخبار، يتبين ان الذي كان يحكم سنجار آنذاك هو قطب الدين مسعود بن مودود الذي ظل يحكم سنجار حتى عام 565 ه‍ (1169 م).
يتوج القاعدة حوض تستند قاعدته على حنايا ذات عقود مدببة بارزة إلى أمام، أما بدن المئذنة فإسطواني يخترق سلم حلزوني يؤدي إلى قمتها. وتعتبر هذه المئذنة أقدم مآذن العراق ذات البدن الإسطواني. لقد خطت الزخرفة على الآجر ومنها الزخرفة الهندسية، خطوات كبيرة إلى الأمام وصنعت منها تشكيلات هندسية متنوعة وزادت تعقيداً مما جعلها أجمل تأثيراً على نفس المشاهد. ومن أقدم الأمثلة عليها في القرن السادس الهجري ما نلاحظه ضمن زخارف مئذنة قطب الدين مسعود بن مودود في سنجار والمؤرخة في 559 ه‍ (1164 م). 

## تفجير المنارة
وبعد إستيلاء تنظيم الدولة الإسلامية (داعش) على سنجار أقدم هذا التنظيم بتاريخ 22 مارس/آذار 2015 م، على تفجير منارة سنجار التاريخية الأثرية،وهي واحدة من بين عدد من المعالم التاريخية والأثرية قام التنظيم بتدميرها في نينوى.